# Oxandra proctorii
Oxandra proctorii är en kirimojaväxtart som beskrevs av Cyrus Longworth Lundell. Oxandra proctorii ingår i släktet Oxandra och familjen kirimojaväxter. Inga underarter finns listade i Catalogue of Life.